# Liste des statues et monuments mémoriaux d'Helsinki
La Liste des statues et monuments mémoriaux d’Helsinki comprend tous les ouvrages situés dans les rues, les places et les parcs d’Helsinki qui appartiennent aux collections du Musée d'Art d'Helsinki ou toutes les œuvres appartenant à d’autres organismes et qui sont exposées en plein air.

## Liste des œuvres
| Œuvre publique                                          | Lieu                                                                | Auteur                                               | Année     | Image |
| ------------------------------------------------------- | ------------------------------------------------------------------- | ---------------------------------------------------- | --------- | ----- |
| Aallottaria / Leikki II                                 | Esplanadi, Kaartinkaupunki                                          | Viktor Jansson                                       | 1940      |       |
| Aamulla / Vasikat                                       | Centre commercial de Suursuo, Pakilantie, Maunula                   | Miina Äkkijyrkkä                                     | 1978      |       |
| Aaumu                                                   | Näsinpuisto, Torpparinmäki                                          | Vesa-Pekka Rannikko                                  | 2005      |       |
| Abc, kissa...                                           | Cour d'école de Ruoholahti Sinikaislankuja 1, Ruoholahti            | Pekka Nevalainen                                     | 1996      |       |
| Adolf Erik Nordenskiöld                                 | Rue Ehrenströmintie, Kaivopuisto                                    | Heikki Häiväoja Johanna Häiväoja Eric Adlercreutz    | 1985      |       |
| Augustin Ehrensvärd                                     | Suomenlinna, Susisaari                                              | Gustave III Johan Tobias Sergel                      | 1788      |       |
| Artturi Ilmari Virtanen                                 | Siège de Valio, Meijeritie 4, Pitäjänmäki                           | Terho Sakki                                          | 1995      |       |
| Alexandre Ier                                           | Bibliothèque nationale                                              | Alexandre Ier de Russie Ivan Martos                  | 1814      |       |
| Johan Ludvig Runeberg                                   | Esplanadi                                                           | Walter Runeberg                                      | 1885      |       |
| Alexandre II de Russie                                  | Place du Sénat                                                      | Walter Runeberg Johannes Takanen                     | 1894      |       |
| Alexandre Ier et la Diète de Porvoo de 1809             | Frise de la Maison des États (Finlande)                             | Emil Wikström                                        | 1903      |       |
| Alkumuna                                                | Salpausseläntie, Pihlajisto                                         | Tamas Ortutay                                        | 1971      |       |
| Alkunäytös                                              | Opéra national de Finlande                                          | Kain Tapper                                          | 1993      |       |
| Mémorial de l'hôpital d'Annalanmäki                     | Hôpital de Koskela                                                  | Leo Laukkanen                                        | 1965      |       |
| Arabian hevoset                                         | Mertakatu 18, Arabianranta                                          | Kaija Kontulainen                                    | 2003      |       |
| Arcus tendit Apollo                                     | Lastenlehto, Kamppi                                                 | Emil Cedercreutz                                     | 2001      |       |
| Arjen pyhiinvaeltaja                                    | Ehrenströmintie, Kaivopuisto                                        | Sanna Karlsson-Sutisna                               | 2004      |       |
| Archange Michel                                         | Église Mikael d'Helsinki, Kontula                                   | Kari Juva                                            | 1987      |       |
| Arktinen Afrodite                                       | Musée d'Art Didrichsen, Kuusisaari                                  | Laila Pullinen                                       | 1972      |       |
| Artism, Crash ja Space                                  | Station de Kontula                                                  | Henry Pulla Kimmo Hela-aro                           | 1988      |       |
| Arvid Mörne                                             | Coin des rues Itäinen puistotie et Ehrenströmintie, Kaivopuisto     | Viktor Jansson                                       | 1951      |       |
| Arvo Turtiainen                                         | Parc Matti Helenius                                                 | Raimo Utriainen                                      | 1990      |       |
| Statue de l'Ateneum                                     | Musée d'Art Ateneum                                                 | Carl Eneas Sjöstrand                                 | 1887      |       |
| Médailles de l'Ateneum                                  | Musée d'Art Ateneum                                                 | Ville Vallgren                                       | 1887      |       |
| Atlantes                                                | Immeuble Kaleva, Erottajankatu 2                                    | Robert Stigell                                       | 1889      |       |
| Atom Piece,                                             | Musée d'Art Didrichsen,                                             | Henry Moore                                          | 1964      |       |
| Augustus                                                | Musée d'Art Didrichsen,                                             | Bernard Meadows                                      | 1962-1963 |       |
| Auringonkukkapelto                                      | Musée d'Art Didrichsen,                                             | Eila Hiltunen                                        | 1975      |       |
| Aurinkokello (1)                                        | École Aleksis Kivi, Porvoonkatu 2                                   | Paavo Vaskinen                                       | 1935      |       |
| Aurinkokello (2)                                        | Hietaniemi                                                          | Gerda Qvist                                          | 1931      |       |
| Aurinkokello (3)                                        | Musée d'Art Didrichsen,                                             | Eino Ruutsalo                                        | 1972      |       |
| Aurinkokello (4)                                        | Vuosaari                                                            | Lauri Anttila                                        | 2001      |       |
| Aurinkolabyrintti                                       | Säveltäjänpuisto, Pukinmäki                                         | Lauri Astala                                         | 1999      |       |
| Aurinkolahden koulu                                     | Vuosaari                                                            | Tulay Schakir                                        | 2002      |       |
| Avarten julkisivuveistos                                | Hiekkakiventie 2, Pihlajamäki                                       | Kari Huhtamo                                         | 1988      |       |
| Avoin syli (banc en pierre)                             | Tamminiementie 6, Meilahti                                          | Alpo Jaakola                                         | 1972      |       |
| Betonisinfonia                                          | Kadetintie 3, Munkkiniemi                                           | Heikki Häiväoja                                      |           |       |
| Big Andy -toteemi                                       | Parc de jeux Iso Antti, Marjaniemi                                  | Markus Jusslin                                       | 1990      |       |
| Biogenesis                                              | Keilaranta 9, Espoo                                                 | Kimmo Kaivanto                                       | 1988      |       |
| Convolvulus                                             | Parc de Kaisaniemi, Kluuvi                                          | Viktor Jansson                                       | 1931      |       |
| Cordula                                                 | Ritarikatu 5, Kruununhaka                                           | Carl-Gustav Lilius                                   | 1968      |       |
| Crescendo                                               | Musée d'Art Didrichsen,                                             | Eila Hiltunen                                        | 1982      |       |
| Crescendo                                               | Nordenskiöldinkatu / Pohjoinen Stadionintie, Taka-Töölö             | Taisto Martiskainen                                  | 1970      |       |
| Custone-pilarit                                         | Pikku Huopalahti                                                    | Pertti Kukkonen                                      | 1998      |       |
| Danaïdes                                                | Clinique pédriatique, Stenbäckinkatu 11, Meilahti                   | Walter Runeberg                                      | 1893      |       |
| Albert Edelfelt                                         | Musée d'Art Ateneum                                                 | Ville Vallgren                                       | 1927      |       |
| Ehrenström et Engel                                     | Yliopistonkatu 9, Kluuvi                                            | Felix Nylund                                         | 1941      |       |
| Eilen, tänään, huomenna                                 | Mustankivenpuisto, Vuosaari                                         | Anu Kiiskinen                                        | 1996      |       |
| Ei näe, ei kuule, ei puhu                               | Savotta, Puunkaatajantie 16, Puistola                               | Inka Nieminen                                        | 2002      |       |
| Elo                                                     | Mustankivenpuisto, Vuosaari                                         | Anu Kiiskinen                                        | 2000      |       |
| Elämän nektaria                                         | Oy Alkoholiike Ab, Salmisaarenranta 7, Ruoholahti                   | Gunnar Finne                                         | 1938      |       |
| Elämän virta                                            | Hôpital d'Hesperia, Töölö                                           | Pauno Pohjolainen                                    | 2006      |       |
| Emil Halonen                                            | Siltasaarenkärki, Siltasaari                                        | Sanna Koivisto                                       | 1995      |       |
| Enkelin tikapuut                                        | Maison de quartier Mustankivi, Vuosaari                             | Markku Pääkkönen                                     | 1999      |       |
| Epigrammeja Helsingin kaupungin jalankulkijoille        | Centre d'Helsinki                                                   | Denise Ziegler                                       | 1999      |       |
| Esirippu / Ida Aalberg                                  | Parc de Kaisaniemi, Kluuvi                                          | Raimo Utriainen                                      | 1972      |       |
| Expose                                                  | Station de Vuosaari, Vuosaari                                       | Jussi Niva                                           | 1998      |       |
| Fallkullan muistijäljet                                 | Fallkulla, Malmi                                                    | Ryhmä ARBA                                           | 2004      |       |
| Fazerin kukko                                           | Kluuvikatu 3, Kluuvi                                                | Björn Weckström                                      | 1991      |       |
| Fifty Cities                                            | Parc Tuoriniemi, Herttoniemi                                        | Nikki Bell Ben Langlands                             | 1999      |       |
| Filosofia, Lääketiede, Teologia ja Juridiikka           | Unioninkatu 36, Kluuvi                                              | Karl Magnus Mellgren                                 | 1890      |       |
| Flai-Flai                                               | École primaire de Konala, Konala                                    | Antti Nordin                                         | 1990      |       |
| Floora                                                  | Syyriankatu 3, Toukola                                              | Sakari Vapaavuori                                    | 1950      |       |
| Kiviallas                                               | Villa Aikala, Johannesbergintie 8, Meilahti                         | Jarmo Vellonen                                       | 1988      |       |
| Fredrik Pacius                                          | Parc de Kaisaniemi, Kluuvi                                          | Emil Wikström                                        | 1895      |       |
| Elias Lönnrot                                           | Helsinki                                                            | Emil Wikström                                        | 1897      |       |
| Tympanum                                                | Maison des États Helsinki                                           | Emil Wikström                                        | 1903      |       |
| Karhu                                                   | Musée national de Finlande Helsinki                                 | Emil Wikström                                        | 1910      |       |
| Statue de Johan Vilhelm Snellman                        | Banque de Finlande                                                  | Emil Wikström                                        | 1923      |       |
| Fuuga                                                   | Maison de la culture Sandels, Topeliuksenkatu 2, Töölö              | Anna-Kaisa Ant-Wuorinen                              | 2008      |       |
| Gekko                                                   | Centre commercial, Kamppi                                           | Pekka Paikkari Kristina Riska Kati Tuominen-Niittylä | 2005      |       |
| Georg Malmstén                                          | Coin de Arkadiankatu / Fredrikinkatu, Etu-Töölö                     | Raimo Heino                                          | 1992      |       |
| Gornij Dubnjakin taistelu                               | Etelämakasiininkatu 8, Kaartinkaupunki                              |                                                      | 1881      |       |
| Graniittipursi                                          | Töölönkatu 28, Taka-Töölö                                           | Ukri Merikanto                                       | 1983      |       |
| Graniittiset hevoset                                    | Tamminiementie 6, Meilahti                                          | Gunnar Finne                                         | 1940      |       |
| Haagan sankaripatsas                                    | Haagan sankaripuisto, Haaga                                         | Emil Filén                                           | 1947      |       |
| Haaksirikkoiset                                         | Colline de l'observatoire                                           | Robert Stigell                                       | 1897      |       |
| Habsburg-höyrylaiva                                     | Tähtitorninmäki, Ullanlinna                                         | Gunnar Finne                                         | 1939      |       |
| Hanhiparvi                                              | Lintulahden aukio, Sörnäinen                                        | Pirkko Nukari                                        | 2000      |       |
| Tombe de Hans van Sanden                                | Kirkkorinne, Vanhakaupunki                                          | Robert Stigell                                       | 1890      |       |
| Elias Lönnrot                                           | Lönnrotinpuistikko                                                  | Emil Wikström                                        | 1897      |       |
| Havis Amanda                                            | Place du Marché d'Helsinki                                          | Ville Vallgren                                       | 1908      |       |
| Heijastuksia                                            | Merihaka, Sörnäinen                                                 | Risto Salonen                                        | 1977      |       |
| Hei vaan / Vapaakyyti                                   | Esplanadi,                                                          | Viktor Jansson                                       | 1940      |       |
| Helsingin rakentajat                                    | Kellomäki, Vanhakaupunki                                            | Raimo Sandelin                                       | 2000      |       |
| Tombe des victimes civiles d'Helsinki en 1939-1944      | Cimetière de Malmi, Malmi                                           | Tero Aaltonen Sakari Siitonen                        | 1989      |       |
| 400 ans d'Helsinki                                      | Kirkkorinne, Vanhakaupunki                                          | Yrjö Rosola                                          | 1950      |       |
| Médaille des 450 ans d'Helsinki                         | Juhannusruusunkuja 3, Vuosaari,                                     | Hannele Kylänpää                                     | 2000      |       |
| Arche d'Helsinki                                        | Tamminiementie 6, Meilahti                                          | Bernard Kirschenbaum                                 | 1983      |       |
| Helsinki 1992                                           | Porthania, Yliopistonkatu, Kluuvi                                   | Eduardo Chillida                                     | 1992      |       |
| Henrik Borgström                                        | Jardin d'hiver d'Helsinki, Taka-Töölö                               | Walter Runeberg                                      | 1888      |       |
| Hiljaisuuden jalanjäljet                                | Simonkatu, Kamppi                                                   | Andy Best Merja Puustinen                            | 2000      |       |
| Hiljaisuus                                              | Hôpital d'Aurora, Länsi-Pasila                                      | Minna Tuominen                                       | 2007      |       |
| Himmeli                                                 | Puotilan leikkiniitty, Puotila                                      | Antero Toikka                                        | 1991      |       |
| Historia, Oikeustiede, Filosofia...                     | Rotonde de la bibliothèque universitaire, Unioninkatu 36, Kluuvi    | Karl Magnus Mellgren Walter Runeberg                 | 1905      |       |
| Hitsaaja                                                | Nilsiänkatu 16-20, Vallila                                          | Aukusti Veuro                                        | 1948      |       |
| Hopeiset sillat                                         | Forum, Mannerheimintie 20, Kamppi                                   | Kimmo Kaivanto                                       | 1985      |       |
| HSS                                                     | Ursinin kallio, Eira                                                |                                                      | 1967      |       |
| Huulet                                                  | Station de Kontula, Kontula                                         | Marjatta Kekki                                       | 2003      |       |
| Ihminen nousee roskalaatikosta Arvo Kustaa Parkkila     | Lapinlahden puistikko, Eerikinkatu, Kamppi                          | Oskars Mikans                                        | 2001      |       |
| Ihmisiä                                                 | Hämeentie 75, Hermanni                                              | Taisto Kaasinen                                      | 1967      |       |
| Ilmarinen et Väinämöinen                                | Ancienne maison des étudiants d’Helsinki, Kluuvi                    | Robert Stigell                                       | 1888      |       |
| Ilmatar                                                 | Ilmalantori 2, MTV , Pasila                                         | Kari Juva                                            | 1983      |       |
| Ilmatar ja sotka                                        | Parc Sibelius, Taka-Töölö                                           | Aarre Aaltonen                                       | 1946      |       |
| Ilmatorjunnan muistomerkki                              | Länsi-Mustasaari, Suomenlinna                                       | Bertel Gripenberg                                    | 1969      |       |
| Ilvekset                                                | Cour d'appel d'Helsinki, Itäinen puistotie 1, Kaivopuisto           | Gunnar Finne                                         | 1939      |       |
| Aux vétérans Caréliens et Ingriens                      | Coin de Sibeliuksenkatu et Välskärinkatu, Töölö                     | Yrjö Sormunen                                        | 2007      |       |
| Iso käsi                                                | Rajatie 7, Hiidenkiven peruskoulu, Tapanila                         | Stig Baumgartner                                     | 2004      |       |
| Istuva Tyttö                                            | Parc du manoir de Munkkiniemi, Ramsaynranta, Munkkiniemi            | Mauno Oittinen                                       | 1971      |       |
| Itsenäisyyden kuusen muistokivi                         | Iso Puistotie, Kaivopuisto                                          |                                                      | 1931      |       |
| Juho Kusti Paasikivi                                    | Place Paasikivi, Mannerheimintie, Kamppi                            | Harry Kivijärvi                                      | 1980      |       |
| Itämeren tytär (Fille de la Baltique)                   | Parc Maila Talvio, Seurasaarentie, Meilahti                         | Laila Pullinen                                       | 1971      |       |
| Japanin ja Suomen ystävyyden muistokivi                 | Pohjoisranta 4, Kruununhaka                                         |                                                      |           |       |
| Joutua                                                  | Eduskuntatalo, Etu-Töölö                                            | Veikko Hirvimäki                                     | 1981      |       |
| Joy                                                     | Sörnäinen                                                           | Miina Äkkijyrkkä                                     | 2006      |       |
| Juhani Aho                                              | Engelinaukio, Eira                                                  | Aimo Tukiainen                                       | 1961      |       |
| Juhlapöytä                                              | Henrikintie, Pitäjänmäki                                            | Matti Peltokangas                                    | 2000      |       |
| Julius af Lindfors                                      | Jardin d'hiver d'Helsinki, Taka-Töölö                               | Walter Runeberg                                      | 1909      |       |
| Juorumäen muistomerkki                                  | Juorumäki, Puotila, Vartiokylä                                      |                                                      |           |       |
| Juutalaispakolaisten muistomerkki                       | Colline de l'observatoire, Laivasillankatu, Ullanlinna              | Niels Haukeland Rafael Wardi                         | 2000      |       |
| Juutalaisuhrien muistomerkki                            | Synagogue d'Helsinki, Malminkatu 26, Kamppi                         | Harry Kivijärvi                                      | 1970      |       |
| Jäähyväiset / Au Revoir                                 | Villa Ensi, Merikatu 23, Eira                                       | Harald Sörensen-Ringi                                | 1912      |       |
| Johan Vilhelm Snellman                                  | Banque de Finlande, Snellmaninkatu                                  | Emil Wikström                                        | 1923      |       |
| Kaarlo Juho Ståhlberg                                   | Eduskuntatalo                                                       | Wäinö Aaltonen                                       | 1959      |       |
| Kagaali                                                 | Parc de Tullisaari, Laajasalo                                       |                                                      | 1901      |       |
| Kahlaaja                                                | Tähtitorninmäki                                                     | Wäinö Aaltonen                                       | 1925      |       |
| Kaikki on mahdollista                                   | Viikinkaari 11, Viikki,                                             | Villu Jaanisoo                                       | 2009      |       |
| Kaksi Karhua                                            | Museokatu 23, Etu-Töölö                                             | Juho Feliks Talvia                                   | 1921      |       |
| Les douze apôtres                                       | Helsingin tuomiokirkko                                              | August Wredow Hermann Schievelbein                   | 1849      |       |
| Kala ja poika                                           | Mannerheimintie 70, Töölö                                           | Essi Renvall                                         | 1936      |       |
| Kalapoika                                               | Linnanmäki, Tivolikuja 2, Alppiharju                                | Mikko Hovi                                           | 1953      |       |
| Kalastava karhu                                         | Iso Puistotie, Kaivopuisto                                          | Bertel Nilsson                                       | 1916      |       |
| Kalat                                                   | Esplanadi 22, Kaartinkaupunki                                       | Gunnar Finne                                         | 1949      |       |
| Kallioaurinko                                           | Kuutamotie, Käpylä                                                  | Matti Peltokangas                                    | 1994      |       |
| Kalliopoimut                                            | Ehrenströmintie, Kaivopuisto                                        |                                                      |           |       |
| Ystävät ja kylänmiehet                                  | Ystävyyden puisto, Itäkeskus, Marjaniemi                            | Antti Neuvonen                                       | 1983      |       |
| Karhu                                                   | Musée national de Finlande, Mannerheimintie 34, Etu-Töölö           | Emil Wikström                                        | 1910      |       |
| Karjalaan jääneiden vainajien muistomerkki              | Cimetière d'Hietaniemi                                              | Armas Tirronen                                       | 1957      |       |
| Karl August Wrede                                       | Haagan sankaripuisto, Haaga                                         | Jaakko Tolvanen                                      | 1966      |       |
| Karuselli                                               | Êcole d'Yliskylä, Holmanmoisionpolku 1, Laajasalo                   | Nina Terno                                           | 1975      |       |
| Kasvu                                                   | Kyösti Kallion tie 1, Kulosaari                                     | Kain Tapper                                          | 1969      |       |
| Kasvu ja liekki                                         | Nordean konttorin piha, puistotie 14, Munkkiniemi                   | Eila Hiltunen                                        | 1981      |       |
| Katkaistu elämä, Sankarihauta                           | Coin de Isokaari-Myllykallionti, Lauttasaari                        | Aimo Tukiainen                                       | 1973      |       |
| Katos vaan                                              | École, rue Petter Wetterintie, Herttoniemi,                         | Jukka Vikberg                                        | 2001      |       |
| Katri Vala                                              | Parc Katri Vala, Sörnäinen                                          | Tapio Tapiovaara                                     |           |       |
| Katse tulevaisuuteen                                    | Clinique pédiatrique, Stenbäckinkatu, Meilahti                      | Kari Juva                                            | 2007      |       |
| Kauneus / Pulchritudo                                   | Parc de la Vieille église, Kamppi                                   | Antero Toikka                                        | 2005      |       |
| Kauppiaita                                              | École de commerce, Runeberginkatu 14, Etu-Töölö                     | Michael Schilkin                                     | 1950      |       |
| Kehon rakennus & purku Oy                               | École de Siilitie, Herttoniemi                                      | Matti Kalkamo                                        | 2005      |       |
| Kehruu ja Metsästys                                     | Magasin Lundqvist, Aleksanterinkatu 13, Kluuvi                      | Robert Stigell                                       | 1900      |       |
| Keidas                                                  | Place Jan-Magnus Jansson, Arabianranta                              | Ann Sundholm                                         | 2006      |       |
| Keidas 1                                                | Forum, Yrjönkatu 23, Kamppi                                         | Zoltan Popovits                                      | 1985      |       |
| Keisarinnankivi                                         | Place du Marché d'Helsinki                                          | Carl Ludwig Engel                                    | 1835      |       |
| Kenkä                                                   | Mikkolankuja 1, Pakila                                              | Aarne Jämsä                                          | 1994      |       |
| Keskustelu tulevaisuudesta                              | Eduskuntatalo, Etu-Töölö                                            | Arvo Siikamäki                                       | 1981      |       |
| Kihlaus                                                 | Ruoholahdentori, Ruoholahti                                         | Dennis Oppenheim                                     | 2000      |       |
| Kiikkujat                                               | Roihuvuorentie 2, Roihuvuori                                        | Taisto Martiskainen                                  | 1964      |       |
| Kilpimies                                               | Kirkkokatu 12, Kruununhaka                                          | Tapio Junno                                          | 1982      |       |
| Kilpiveistos                                            | Immeuble Kaleva, Mannerheimintie 7, Kluuvi                          | Gunnar Finne Viktor Jansson                          | 1913      |       |
| Kivet/Suihkukaivo                                       | Centre commercial, Kannelmäki                                       | Harry Kivijärvi                                      | 1965      |       |
| Kivi                                                    | Vuosaari                                                            | Anne Koskinen                                        | 2008      |       |
| Kivifiguurit                                            | Hôpital d'Aurora, Länsi-Pasila                                      | Jari Juvonen                                         | 2006      |       |
| Kivinen vieras                                          | Helsinginkatu 58, Taka-Töölö                                        | Hannu Sirén                                          | 1995      |       |
| Kivipuutarha                                            | Ministère de l'Éducation, Meritullinkatu 10, Kruununhaka            | Lauri Anttila Kaj Franck Olli Tamminen               | 1987      |       |
| Kleobis ja Biton                                        | Ancienne maison des étudiants d’Helsinki, Kolmensepänaukio, Kluuvi  | Walter Runeberg                                      | 1878      |       |
| Fossiles de Kluuvinlahti                                | Aleksanterinkatu                                                    | Tuula Närhinen                                       | 2003      |       |
| Kohokuva                                                | Helsingin Jäähalli, Nordenskiöldinkatu, Taka-Töölö                  | Kalle Räike                                          | 1966      |       |
| Kohottava voima                                         | Telakanpuistikko, Punavuori                                         | Matti Haupt                                          | 1962      |       |
| Kohtaaminen (1)                                         | Meri-Rastilantie 27, Rastila, Vuosaari                              | Pekka Jylhä                                          | 1992      |       |
| Kohtaaminen (2)                                         | Forum-kortteli, Bio-Forum, Mannerheimintie 18, Kamppi               | Ukri Merikanto                                       | 1984      |       |
| Kohtauspaikat                                           | Place Kampintori, Kamppi                                            | Ernst Billgren                                       | 1998      |       |
| Kolme aitaa                                             | Parc Hilapelto, Konala                                              | Denise Ziegler                                       | 2010      |       |
| Kolme astiaa kantavaa poikaa                            | Pac d'Eira, Eira                                                    | Matti Haupt                                          | 1962      |       |
| Kolme Geniusta                                          | Archives nationales de Finlande, Rauhankatu 17, Kruununhaka         | Johannes Haapasalo Carl Eneas Sjöstrand              | 1914      |       |
| Kolmen sepän patsas                                     | Place des trois forgerons                                           | Felix Nylund                                         | 1932      |       |
| Konsertto Laaksolle                                     | Töölön pallokentän rinnepuisto, Töölö                               | Denise Ziegler                                       | 2001      |       |
| Konstruktio 2000, Himmeli                               | Centre administratif de Pasila, Pasila                              | Matti Koskela Markku Viitasalo Pirkko Viitasalo      | 1982      |       |
| Kotkia                                                  | Jardin botanique de l'université d'Helsinki, Kluuvi                 | Bertel Nilsson                                       | 1913      |       |
| Kukkula 13                                              | Casino, Katajanokka                                                 | Lauri Leppänen                                       | 1987      |       |
| Kullervo puhuu miekalleen                               | Jardin municipal, Taka-Töölö                                        | Carl Eneas Sjöstrand                                 | 1868      |       |
| Kuluttajaperhe                                          | Centre commercial, Aleksanterinkatu 9, Kluuvi                       | Aimo Tukiainen                                       | 1950      |       |
| Kuninkaallisen Suomen tykistörykmentti                  | Laivasillankatu, Ullanlinna                                         | Gustaf von Nummers                                   |           |       |
| Kuoleva Soturi                                          | Cimetière de Kulosaari, Leposaari, Kulosaari                        | Ben Renvall                                          | 1941      |       |
| Kuparikonstruktio, Suomen Pankin suihkukaivo            | Banque de Finlande, Rauhankatu 18, Kruununhaka                      | Eila Hiltunen                                        | 1961      |       |
| Kurki on laskeutunut                                    | Ratsaspuisto, Ruskeasuo                                             | Pirkko Nukari                                        | 2003      |       |
| Kurt Seibt et Arthur Beukert                            | Croisement de Lapinmäentie et Korppaantie, Haaga                    |                                                      | 1918      |       |
| Kuru                                                    | Place Tallinnanaukio, Itäkeskus                                     | Kimmo Schroderus                                     | 2006      |       |
| Obélisque Gustave II Adolphe de Suède                   | Parc Gustave II, Vanhakaupunki                                      | Birger Brunila                                       | 1932      |       |
| Kustaa Pihlajamäki                                      | Salle des Sports, Töölö                                             | Jaakko Tolvanen                                      | 1956      |       |
| Käpylän Mari                                            | Kimmontie 5, Käpylä                                                 | Armas Tirronen                                       | 1954      |       |
| Käärme paratiisissa                                     | Selkämerenpiha, Ruoholahti                                          | Pertti Kukkonen                                      | 1997      |       |
| Kyösti Kallion patsas                                   | Parc à côté de l'Eduskuntatalo                                      | Kalervo Kallio                                       | 1962      |       |
| Laulupuut                                               | Maison de la musique                                                | Reijo Hukkanen                                       | 2012      |       |
| Larin Paraske                                           | Parc d'Hesperia                                                     | Alpo Sailo                                           | 1949      |       |
| Lyhdynkantajat                                          | Gare centrale d'Helsinki                                            | Emil Wikström                                        | 1914      |       |
| Maalaistentalon julkisivuveistokset                     | Simonkatu 6, Kamppi                                                 | Into Saxelin                                         | 1921      |       |
| Hirvi                                                   | Musée zoologique de Finlande, Pohjoinen rautatienkatu 13, Etu-Töölö | Jussi Mäntynen                                       | 1923      |       |
| Nuori Hirvi                                             | Parc de Kaisaniemi                                                  | Jussi Mäntynen                                       | 1929      |       |
| Statue commémorative d'Aleksis Kivi                     | Gare centrale d'Helsinki                                            | Wäinö Aaltonen                                       | 1939      |       |
| Maamme                                                  | Parc Kumtähti, Toukola                                              | Viktor Jansson                                       | 1948      |       |
| Omille siiville!                                        | École élémentaire, Käpylä                                           | Kaarina Kaikkonen                                    | 2012      |       |
| Pekka-koira                                             | Kalliolinnantie 4, Kaivopuisto                                      | Emil Cedercreutz                                     | 1934      |       |
| Raja, puhtaus, totuus                                   | Helsingin poliisitalo, Länsi-Pasila                                 | Martti Aiha                                          | 1988      |       |
| Rauhanpatsas                                            | Eteläsatama, Ehrenströmintie, Kaivopuisto                           | Essi Renvall                                         | 1968      |       |
| Lieu à la mémoire du camp de prisonniers de Suomenlinna | Iso Mustasaari, Kasinopuisto, Suomenlinna                           | Marja Kanervo                                        | 2004      |       |
| Parc Tapio Wirkkala                                     | Arabianranta                                                        | Robert Wilson                                        | 2012      |       |
| Leo Mechelin                                            | Säätytalo                                                           | Walter Runeberg                                      | 1943      |       |
| Merenkulkijoiden ja mereen menehtyneiden muistomerkki   | Rocher d'Ursini, Eira                                               | Erkki Eerikäinen Oskari Jauhiainen                   | 1968      |       |
| Larin Paraske                                           | Parc d'Hesperia                                                     | Alpo Sailo                                           | 1949      |       |
| Paavo Nurmi                                             | Stade olympique d'Helsinki                                          | Wäinö Aaltonen                                       | 1952      |       |
| Pukki                                                   | Korkeasaari                                                         | Constantino Pandiani                                 | 1892      |       |
| Eino Leino                                              | Esplanadi                                                           | Lauri Leppänen                                       | 1953      |       |
| statue de Pehr Evind Svinhufvud                         | Eduskuntatalo                                                       | Wäinö Aaltonen                                       | 1961      |       |
| Carl Gustaf Emil Mannerheim                             | Place Mannerheiminaukio, Kiasma                                     | Aimo Tukiainen                                       | 1960      |       |
| Matthias Alexander Castrén                              | Musée national de Finlande                                          | Alpo Sailo                                           | 1921      |       |
| Monument Sibelius                                       | Parc Sibelius                                                       | Eila Hiltunen                                        | 1967      |       |
| Moduli / Rakentajaveistos                               | Linnanmäki, Sturenkatu                                              | Kain Tapper                                          | 1973      |       |
| Rakentajan käsi                                         | Maison de la culture, Sturenkatu                                    | Wäinö Aaltonen                                       | 1960      |       |
| Juho Kusti Paasikivi                                    | Place Paasikivi Mannerheimintie                                     | Harry Kivijärvi                                      | 1976      |       |
| Mika Waltari / Kuningasajatus                           | Parc Mika Waltari,                                                  | Veikko Hirvimäki                                     | 1985      |       |
| Maailman rauha                                          | Hakaniemi                                                           | Oleg Kirjuhin                                        | 1990      |       |
| Nuorten leikki                                          | Vallila                                                             | Kai Noramies                                         | 1959      |       |
| Gunnar Bärlund                                          | Vallila                                                             | Mikko Rikula                                         | 1991      |       |
| Urho Kekkonen                                           | Parc de Hakasalmi                                                   | Pekka Jylhä                                          | 2000      |       |
| Lauri Pihkala                                           | Stade olympique d'Helsinki                                          | Nina Sailo                                           | 1988      |       |
| Satu ja totuus (Zacharias Topelius)                     | Esplanadi                                                           | Gunnar Finne                                         | 1932      |       |
| Silta -teoskokonaisuus                                  | Pasuunapuisto, Kannelmäki                                           | Petri Kaverma                                        | 2007      |       |
| Sokerityttö                                             | Mannerheimintie 15, Taka-Töölö                                      | Viljo Savikurki                                      | 1956      |       |
| Sotilaan hauta                                          | Maamonlahdenpuisto, Lauttasaari                                     |                                                      | 1855      |       |
| Stoa                                                    | Puotinharju                                                         | Hannu Sirén                                          | 1981      |       |
| Vapaaheitto                                             | École de Munkkiniemi                                                | Juhana Blomstedt                                     | 2010      |       |
| Topelius et les enfants                                 | Koulupuisto coin de Korkeavuorenkatu et de Yrjönkatu                | Ville Vallgren                                       | 1932      |       |
| Vapaamuurarin hauta                                     | Parc de Kaisaniemi, Kluuvi                                          | Lars Jägerhorn af Storby                             | 1784      |       |
| Vedenkantaja                                            | Parc de Katajanokka                                                 | Viktor Malmberg                                      | 1924      |       |
| Vironkävijäin muistomerkki                              | Parc de la Vieille église d'Helsinki                                | Into Saxelin                                         | 1923      |       |
| Immeuble Wuorio                                         | Unioninkatu 30                                                      | Felix Nylund                                         | 1928      |       |
| Yllätys                                                 | Parc de Stockholm                                                   | Into Saxelin                                         | 1925      |       |
| Äidinrakkaus                                            | Parc du poulain                                                     | Emil Cedercreutz                                     | 1928      |       |
| Äitiyden ilo / La joie de la Maternité                  | Villa Ensi, Merikatu 23, Eira                                       | Harald Sörensen-Ringi                                | 1912      |       |
| Öljysäiliö 468                                          | Kruunuvuorenranta, Lajasalo                                         | Tapio Rosenius                                       | 2012      |       |
| In memoriam 1939-1944                                   | Cimetière juif d'Helsinki                                           | Vanni Sam                                            | 2002      |       |